# Brasil na Copa Davis de 1992
Na Copa Davis de 1992, o Brasil chegou às semifinais, sua melhor campanha na competição até então.
A equipe foi formada pelos tenistas Luiz Mattar, Jaime Oncins, Cássio Motta e Fernando Roese.

## Resultados
| Fase             | Nível         | Mandante | Visitante | Resultado geral |
| ---------------- | ------------- | -------- | --------- | --------------- |
| Primeira fase    | Grupo Mundial | Brasil   | Alemanha  | 3–1             |
| Quartas de final | Grupo Mundial | Brasil   | Itália    | 3–1             |
| Semifinais       | Grupo Mundial | Suíça    | Brasil    | 5–0             |

### Primeira fase
Datas: 31 de janeiro a 2 de fevereiro
| Cidade         | Piso   | Dia | Vencedor                       | Perdedor                       | Resultado                |
| -------------- | ------ | --- | ------------------------------ | ------------------------------ | ------------------------ |
| Rio de Janeiro | saibro | 1   | Boris Becker                   | Luiz Mattar                    | 6–4, 5–7, 1–6, 7–62, 6–0 |
| Rio de Janeiro | saibro | 1   | Jaime Oncins                   | Carl-Uwe Steeb                 | 6–3, 4–6, 6–2, 7–65      |
| Rio de Janeiro | saibro | 2   | Cássio Motta Fernando Roese    | Boris Becker Eric Jelen        | 7–5, 6–3, 6–3            |
| Rio de Janeiro | saibro | 3   | Jaime Oncins                   | Markus Zoecke                  | 1–6, 6–4, 7–63, 2–6, 7–5 |
| Rio de Janeiro | saibro | 3   | Luiz Mattar vs. Carl-Uwe Steeb | Luiz Mattar vs. Carl-Uwe Steeb | não jogado               |

### Quartas de final
Datas: 27 a 29 de março
| Cidade | Piso   | Dia | Vencedor                    | Perdedor                     | Resultado                 |
| ------ | ------ | --- | --------------------------- | ---------------------------- | ------------------------- |
| Maceió | saibro | 1   | Omar Camporese              | Luiz Mattar                  | 6–3, 5–7, 6–4, 116–7, 6–4 |
| Maceió | saibro | 1   | Jaime Oncins                | Paolo Canè                   | 7–64, 4–6, 5–7, 7–5, 6–3  |
| Maceió | saibro | 2   | Cássio Motta Fernando Roese | Omar Camporese Diego Nargiso | 6–1, 6–2, 5–7, 3–6, 6–3   |
| Maceió | saibro | 3   | Jaime Oncins                | Stefano Pescosolido          | 6–4, 6–3, 3–6, 1–0, ab.   |
| Maceió | saibro | 3   | Luiz Mattar vs. Paolo Canè  | Luiz Mattar vs. Paolo Canè   | não jogado                |

### Semifinais
Datas: 25 a 27 de setembro
| Cidade  | Piso    | Dia | Vencedor                 | Perdedor                    | Resultado           |
| ------- | ------- | --- | ------------------------ | --------------------------- | ------------------- |
| Genebra | carpete | 1   | Marc Rosset              | Jaime Oncins                | 6–3, 7–5, 7–5       |
| Genebra | carpete | 1   | Jakob Hlasek             | Luiz Mattar                 | 6–2, 6–3, 56–7, 6–3 |
| Genebra | carpete | 2   | Jakob Hlasek Marc Rosset | Cássio Motta Fernando Roese | 6–3, 6–4, 6–3       |
| Genebra | carpete | 3   | Jakob Hlasek             | Jaime Oncins                | 6–4, 6–2            |
| Genebra | carpete | 3   | Marc Rosset              | Luiz Mattar                 | 7–62, 6–3           |